# Mateu Culell
Mateu Culell Aznar (Barcelona, 1879–1943) fue un diseñador modernista español.

## Biografía
Miembro de una familia dedicada a la industria textil, estudió en la Escuela de la Lonja de Barcelona, ampliando estudios en la Escuela de Teoría de los Tejidos, con la intención de seguir la tradición familiar. Sin embargo, su afición al dibujo le llevó al diseño. Fue uno de los primeros diseñadores industriales de ámbito profesional, que diseñó todo tipo de objetos, desde tejidos, alfombras, tapices y estampados hasta cerámica, vidrieras y joyas. Creó un estudio de diseño industrial en la ronda de San Pedro n.º 42 de Barcelona.
Ganó diversos premios en certámenes y exposiciones en Barcelona, Madrid, Atenas, Róterdam, México y Buenos Aires.